# تمایز سیاره‌ای

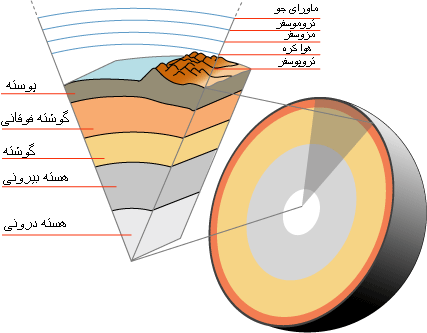
لایه‌های زمین، پیکر یک سیاره با تمایز سیاره‌ای

تمایز سیاره‌ای یا متمایزسازی لایهٔ سیاره (به انگلیسی: Planetary differentiation)، در دانش سیاره‌شناسی، فرایند جداشدن اجزای مختلف پیکر سیاره‌ای در نتیجهٔ رفتاری که از ویژگی‌های فیزیکی و ویژگی‌های شیمیایی آن‌ها ناشی می‌شود است، مرحله‌ای که بدنهٔ سیاره به لایه‌های متمایزی لایه‌بندی می‌شود؛ مواد چگال‌ترین مواد سیاره به مرکز آن فروکش می‌کند، در حالی‌که مواد کم‌چگال‌تر به سطح سیاره می‌رسند، این فرایند عموماً در اقیانوسی از ماگما. نتیجهٔ چنین فرایندی ایجاد هسته و گوشته است. گاهی اوقات پوستهٔ شیمیایی متمایزی در بالای گوشته شکل می‌گیرد. فرایند تمایز سیاره‌ای در سیاره‌ها، سیاره‌های کوتوله، سیارک ۴ وستا و ماهواره‌های طبیعی (مانند ماه) رخ داده‌است.

## گرمایش
هنگامی که خورشید در سحابی خورشید فروریخت، هیدروژن، هلیوم و سایر مواد فرار در منطقهٔ اطراف آن تبخیر شدند. باد خورشیدی و فشار تابش این مواد کم چگالی را از خورشید بیرون رانده‌اند. سنگها و عناصر تشکیل دهندهٔ آن‌ها از اتمسفر اولیه آن‌ها جدا شدند، اما خودشان باقی ماندند تا در پیش‌سیاره‌ها (پروتوپلانت‌ها) انباشته شوند.
پیش‌سیاره‌ها در اوایل تاریخ خود دارای غلظت بالایی از عناصر رادیواکتیو بودند، مقدار آن در طول زمان به علت واپاشی هسته‌ای کاهش یافته‌است. گرمای فعالیت‌های رادیواکتیویته، برخوردها، و فشار گرانشی اجزای تشکیل‌دهندهٔ پیش‌سیاره‌ها را ذوب کردند و آن‌ها را به سوی سیاره‌شدن رشد دادند. در مناطق ذوب شده، مواد سنگین‌تر توانست به سمت مرکز پیش‌سیاره فروکش کند، در حالی که مواد سبک‌تر به سوی سطح آن بالا آمدند. ترکیبات برخی از شهاب‌سنگ‌های اکندریتی نشان می‌دهند که تمایز در برخی از سیارک‌ها (مانند وستا) نیز رخ داده؛ که شهاب‌سنگ‌ها بعدها در اثر برخوردها، از پیکر آن‌ها به وجود آمده‌اند. ایزوتوپ رادیواکتیو کوتاه مدت 26Al احتمالاً منبع اصلی گرمای لازم بوده‌است.

## تمایز شیمیایی
در پروسهٔ تمایز سیاره‌ای، هرچند تودهٔ مواد موجود به ترتیبِ چگالیِ متفاوتِ خود به سوی بالا یا پایین تمایز می‌یابند، عناصری که به صورت ترکیبات شیمیایی در آن‌ها وجود دارند براساس وابستگی‌های شیمیایی خود؛ «همراه با مواد فراوان دیگری که با آن‌ها مرتبط هستند،» به صورت دسته‌ای با هم همراه و تجزیه و تفکیک می‌شوند. برای مثال؛ اگرچه عنصر نادر اورانیوم به عنوان یک عنصر خالص بسیار متراکم است، از لحاظ شیمیایی برایش سازگارتر بوده که به عنوان عنصری که در پوستهٔ سبک زمین در میان مواد غنی از سیلیکات، به جای حضور در هستهٔ فلزی متراکم زمین، ردیابی شود.